# Kungskällan
Kungskällan (finsk: Kuninkaanlähde) er en kilde i den finske by Kankaanpää i Satakunda.
Kilden har i ældre tider været en rasteplads hvor man kunne vande sine heste. Kilden har fået navn efter kong Adolf Fredriks besøg år 1752.